# RPF1
RPF1 (англ. Ribosome production factor 1 homolog) – білок, який кодується однойменним геном, розташованим у людей на 1-й хромосомі. Довжина поліпептидного ланцюга білка становить 349 амінокислот, а молекулярна маса — 40 111.
| 10         |  | 20         |  | 30         |  | 40         |  | 50         |
| ---------- |  | ---------- |  | ---------- |  | ---------- |  | ---------- |
| MAKAGDKSSS |  | SGKKSLKRKA |  | AAEELQEAAG |  | AGDGATENGV |  | QPPKAAAFPP |
| GFSISEIKNK |  | QRRHLMFTRW |  | KQQQRKEKLA |  | AKKKLKKERE |  | ALGDKAPPKP |
| VPKTIDNQRV |  | YDETTVDPND |  | EEVAYDEATD |  | EFASYFNKQT |  | SPKILITTSD |
| RPHGRTVRLC |  | EQLSTVIPNS |  | HVYYRRGLAL |  | KKIIPQCIAR |  | DFTDLIVINE |
| DRKTPNGLIL |  | SHLPNGPTAH |  | FKMSSVRLRK |  | EIKRRGKDPT |  | EHIPEIILNN |
| FTTRLGHSIG |  | RMFASLFPHN |  | PQFIGRQVAT |  | FHNQRDYIFF |  | RFHRYIFRSE |
| KKVGIQELGP |  | RFTLKLRSLQ |  | KGTFDSKYGE |  | YEWVHKPREM |  | DTSRRKFHL  |

A: Аланін

C: Цистеїн

D: Аспарагінова кислота

E: Глутамінова кислота

F: Фенілаланін

G: Гліцин

H: Гістидин

I: Ізолейцин

K: Лізин

L: Лейцин

M: Метіонін

N: Аспарагін

P: Пролін

Q: Глутамін

R: Аргінін

S: Серин

T: Треонін

V: Валін

W: Триптофан

Задіяний у таких біологічних процесах, як процесинг рРНК, біогенез рибосом. 
Білок має сайт для зв'язування з РНК, рРНК. 
Локалізований у ядрі.